# Ned Eisenberg
Pour les articles homonymes, voir Eisenberg.
Ned Eisenberg est un acteur américain né le 13 janvier 1957 à New York et mort dans la même ville le 27 février 2022. Il est connu notamment pour son rôle récurrent de l'avocat Roger Kressler dans New York, unité spéciale.

## Biographie

### Jeunesse et débuts
Ned Eisenberg grandit dans le quartier de Riverdale dans le Bronx. Il est diplômé de la Riverdale Junior High School en 1972 et a ensuite fréquenté la Performing Arts High School, une filiale de la Fiorello H. LaGuardia High School. Il se décrit comme un acteur « de rue », gravissant les échelons plutôt que par des programmes universitaires, et sa formation comprenait des cours de danse jazz avec Betsy Haug.

### Carrière
Ned Eisenberg a tenu un rôle de premier plan dans le film Key Exchange (1985), suivi d'une tournée majeure de la pièce de Broadway Brighton Beach Memoirs, et a joué dans diverses séries télévisées des années 1980 telles que The Equalizer et Miami Vice. Cela lui a valu un rôle principal dans la comédie télévisée The Fanelli Boys, qui mettait également en vedette Christopher Meloni et Joe Pantoliano. Il a également joué des rôles secondaires dans des films tels que The Exterminator (1980), The Burning (1981), Slayground (1983), Moving Violations (1985), Air America (1990), Last Man Standing (1996), Primary Colors (1998), A Civil Action (1998), Woody Allen's Celebrity (1998) et Experimenter (2015).
En 1987, il est cofondateur de la Naked Angels Theatre Company avec son ami de longue date Fisher Stevens.
À partir de 1997, Ned Eisenberg apparaît dans la série New York, police judiciaire sur NBC, dans le rôle d'un avocat de la défense. Il obtient le rôle récurrent, dans le spinoff New York, unité spéciale, de l'avocat de la défense Roger Kressler. En 1999, il apparaît dans un épisode de la première saison des Soprano ("À bout de souffle") dans le rôle d'Ariel. Il poursuit sa carrière cinématographique en apparaissant dans le film de Clint Eastwood, Million Dollar Baby (2004) qui remporte un Academy Award, et joue le rôle du photographe Joe Rosenthal dans le film Flags of Our Fathers (2006), également réalisé par Eastwood.
À partir des années 2010, il apparaît comme acteur invité dans de nombreuses séries télévisées parmi lesquelles 30 Rock, FBI : Duo très spécial, Madam Secretary, The Good Wife, Person of Interest,, Bull, Elementary, Blacklist ou encore La fabuleuse Mme Maisel,.

### Vie privée
Ned Eisenberg était marié à l'actrice Patricia Dunnock, et ils ont eu un fils.

### Mort
Ned Eisenberg meurt des suites d'un cholangiocarcinome à son domicile de New York, le 27 février 2022, à l'âge de 65 ans,.
Au cours des deux dernières années de sa vie, il aura continué de travailler tout en combattant le cancer, assurant couverture médicale et stabilité financière pour lui et sa famille, grâce à ses cachets d'acteur,.

## Filmographie

### Cinéma
- 1980 : Le Droit de tuer, de James Glickenhaus : Marty
- 1981 : The Burning, de Tony Neylam : Eddy
- 1982 : Le Soldat, de James Glickenhaus : un prisonnier israélien
- 1983 : Deadly Force, de Paul Aaron : propriétaire d'un tripot
- 1983 : Slayground, de Terry Bedford : Lonzini
- 1984 : Firstborn, de Michael Apted : élève de l'auto-école (non crédité)
- 1985 : Moving Violations, de Neal Israel : Wink Barnes
- 1985 : Key Exchange, de Barnet Kellman : Piero
- 1987 : Hiding Out, de Bob Giraldi : Rodriguez
- 1990 : Air America, de Roger Spottiswoode : Pirelli
- 1996 : Dernier Recours, de Walter Hill : Fredo Strozzi
- 1998 : Primary Colors, de Mike Nichols : Brad Liebermann
- 1998 : Celebrity, de Woody Allen : invité à la séance de dédicaces
- 1998 : Préjudice, de Steven Zaillian : l'oncle Pete
- 2003 : Président par accident, de Chris Rock : Mike Blake
- 2004 : Million Dollar Baby, de Clint Eastwood : Sally Mendoza
- 2006 : World Trade Center, de Oliver Stone : l'officier Polnicki
- 2006 : Mémoires de nos pères, de Clint Eastwood : Joe Rosenthal
- 2011 : Limitless, de Neil Burger : Morris Brandt
- 2012 : De leurs propres ailes, de  Daniel Barnz : Arthur Gould
- 2015 : Experimenter, de Michael Almereyda : Solomon Asch
- 2015 : Dans la brume du soir, de Reed Morano : le principal Griffin
- 2018 : Asher, de  Michael Caton-Jones : Abram

### Télévision
- 1985 - 1989 : Deux Flics à Miami (série), 4 épisodes : rôles divers
- 1986 : Les Incorruptibles de Chicago (série), épisode "Abrams for the Defense : Dr Eisenberg
- 1986 - 1987 : Equalizer (série), 2 épisodes : rôles divers
- 1990 - 1991 : The Fanelli Boys (série) : Anthony Fanelli
- 1992 : Dear John (série), épisode "The Big Payday" : C.J.
- 1992 : La Voix du silence (série), épisode "Un frère encombrant" : Kyle Wynn
- 1993 : La Loi de Los Angeles (série), épisode "La fièvre acheteuse" : Howard Bannister
- 1994 : Time Trax (série), épisode "Missing" : Mitch
- 1996 : Public Morals (série), épisode "The Purple Cover" : Llama Salesman
- 1997 : Path to Paradise: The Untold Story of the World Trade Center Bombing (téléfilm) : Emad Salem
- 1997 - 2009 : New York, police judiciaire (série), 7 épisodes : James Granick
- 1999 : Les Soprano (série), épisode "À bout de souffle" : Ariel
- 1999 : Dash and Lilly (téléfilm) : Bob Constantine
- 1999 - 2019 : New York, unité spéciale (série), 24 épisodes : Roger Kressler
- 2000 : Cheaters (téléfilm) : Robert Clifford
- 2002 : New York Police Blues (série), épisode "Une balle mal placée" : Vic Davis
- 2002 - 2007 : New York, section criminelle (série), 2 épisodes : rôles divers
- 2003 : Queens Supreme (série), épisode "The House Next Door" : l'avocat
- 2003 : Whoopi (série), épisode "Le Procès-verbal" : le juge
- 2004 : Dragnet (série), épisode "Crimes et châtiments" : Peter Radic / Vukov Regad
- 2004 : The Jury (série), épisode "Trois garçons et un flingue" : Elliot Riis
- 2004 : Rescue Me : Les Héros du 11 septembre (série), épisode "Malaises" : Burt
- 2006 : 3 lbs. (série), épisode "Heart Stopping" : Brad Ellis
- 2007 : The Black Donnellys (série), 4 épisodes : le détective Frankie Stein
- 2008 : New Amsterdam (série), épisode "Love Hurts" : Fiske
- 2011 : The Big C (série), épisode "La patiente a des limites" : Dr Volimer
- 2011 : Blue Bloods (série), épisode "Cœurs solitaires" : Sandy
- 2012 : 30 Rock (série), épisode "Faux problèmes" : Marty
- 2012 : FBI : Duo très spécial (série), épisode "La preuve par le sang" : Walt Furlong
- 2012 : Made in Jersey (série), 2 épisodes : Diego Haas, assistant du procureur
- 2013 - 2016 : Person of Interest (série), 2 épisodes : inspecteur Joseph Soriano
- 2014 : Madam Secretary (série), épisode "Le sang et l'ironie" : Dan Pasternak
- 2014 : Les Mystères de Laura (série), épisode "Cartes en main / L'exercice de l'art" : Julius Sarkissian
- 2015 : The Good Wife (série), épisode "Intelligence artificielle" : Craig Hallman
- 2016 : The Night Of (mini-série), 2 épisodes : Lawrence Felder
- 2016 : Bull (série), épisode "Madame parfaite" : Christopher Franklin
- 2018 : Elementary (série), épisode "Pour l'amour de Lily" : Marvin Hathaway
- 2019 - 2022 : La fabuleuse Mme Maisel (série), 2 épisodes : Lou Rabinowitz
- 2020 : The Plot Against America (mini-série), épisode 2 : Abe Steinheim
- 2020 : Her Voice (série), 6 épisodes : Al
- 2021 : Mare of Easttown (mini-série), 3 épisodes : détective Hauser
- 2021 : Blacklist (série), épisode "Dr Roberta Sand" : Vito Decanio